# .mu
.mu је највиши Интернет домен државних кодова (ccTLD) за Маурицијус.